# 髙松富也
髙松 富也（たかまつ とみや、1976年（昭和51年）6月26日 - ）は日本の実業家。ダイドーグループホールディングスの代表取締役社長を務める。

## 来歴
1976年6月26日、髙松富博（当時のダイドー常務取締役）の子として奈良県に生まれる。2001年、京都大学経済学部卒業後三洋電機に入社。2004年4月、ダイドードリンコに入社。2008年に常務取締役、2009年に常務取締役、2010年に専務取締役、2012年に取締役副社長を歴任したのち、2014年4月にダイドードリンコ代表取締役社長に就任した。
2017年1月よりダイドーグループホールディングス代表取締役社長。2021年4月、ダイドードリンコ取締役。

## 人物
創業家の一員であり、ダイドードリンコ先代社長の髙松富博は実父、祖業である大同薬品工業の創業者の高松富男は祖父にあたる。「ワンマン型ではなく、社内プロセスを重視するタイプ」と自らを分析する。

## テレビ番組
- 日経スペシャル カンブリア宮殿 コンビニ・スーパーに頼らない 自販機に賭けるダイドードリンコ（2022年5月5日、テレビ東京）- ダイドーグループHD社長として出演[3]。